# Leucothyreus homonychius
Leucothyreus homonychius är en skalbaggsart som beskrevs av Ohaus 1917. Leucothyreus homonychius ingår i släktet Leucothyreus och familjen Rutelidae. Inga underarter finns listade i Catalogue of Life.